# Guy Berryman

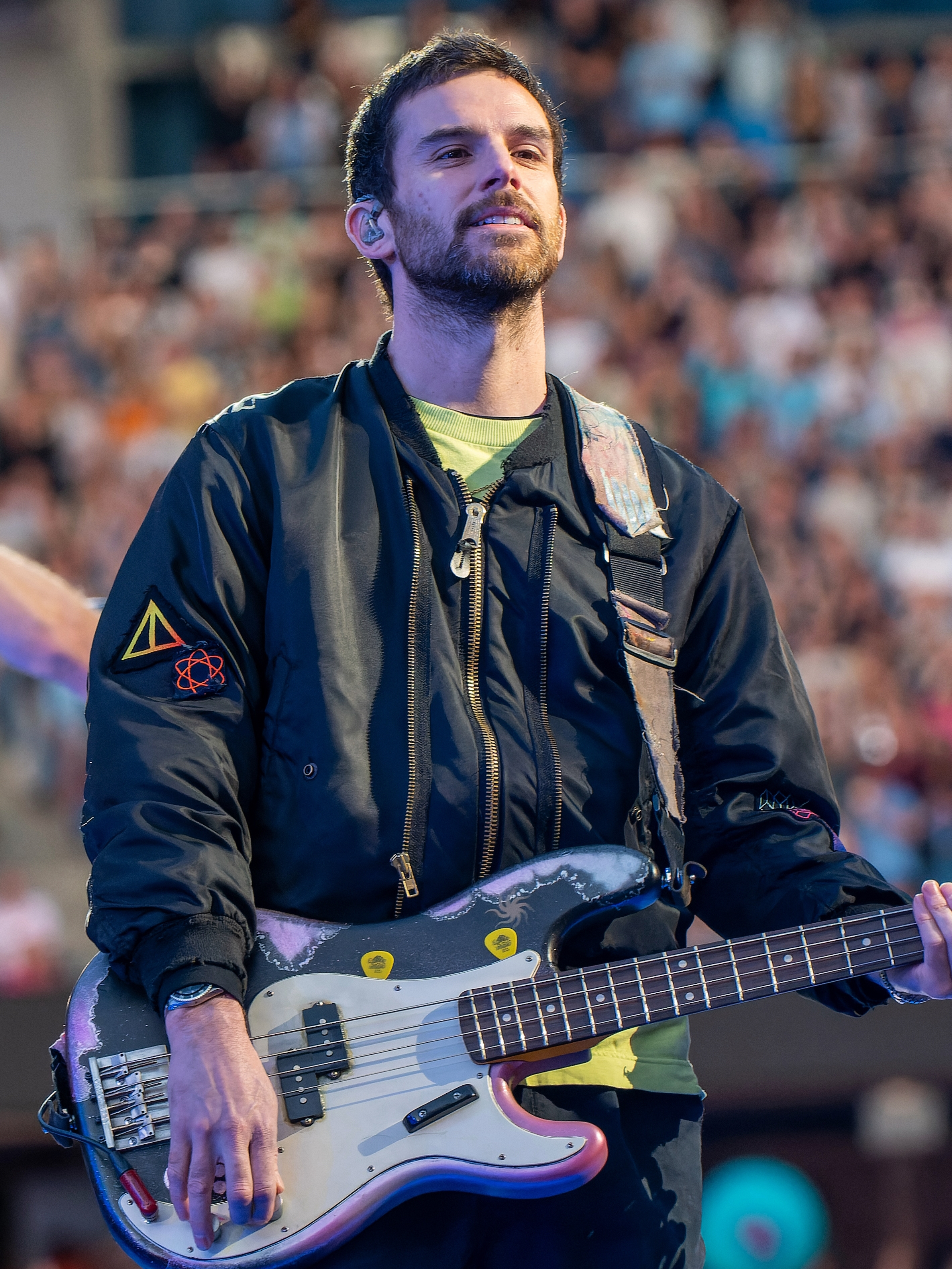
Guy Berryman, 2023

Guy Rupert Berryman (* 12. April 1978 in Kirkcaldy) ist ein schottischer Musiker und Bassist der Pop-Rock-Band Coldplay. Außerdem spielt er bei Apparatjik.

## Biografie
Mit 12 Jahren zog Berryman nach Kent, England, und bekam mit 13 seine erste Bass-Gitarre. 1996 lernte er an dem University College London, wo er Ingenieurwesen studierte, seine Bandkollegen Chris Martin, Jonny Buckland und Will Champion kennen.
Einfluss hatten auf Berryman The Beatles, Kool & The Gang, Pink Floyd und James Brown.
In seiner Jugend war er Mitglied einer Band namens "Time Out". Während seiner Schulzeit spielte er Trompete und Schlagzeug.
An der Universität begann Berryman Ingenieurwissenschaft zu studieren, hörte nach zwei Semestern allerdings wieder auf, da es ihm zu schwierig  war. Er wechselte zum Fach Architektur. Damit hörte er aber auch bald auf, um sich voll und ganz auf das Spielen in der Band zu konzentrieren. Während seine Bandkollegen weiterhin studierten, arbeitete er als Kellner in einem Pub.
2004 heiratete er die Designerin Joanna Briston, mit der er eine Tochter hat. Im März 2007 gab das Paar seine Trennung bekannt. Berryman ist Linkshänder, spielt den Bass aber mit rechts und klassisch.
Berryman ist Anhänger des in seiner Heimatstadt ansässigen Fußballklubs Raith Rovers.